# Catumiri petropolium
Catumiri petropolium är en spindelart som beskrevs av Guadanucci 2004. Catumiri petropolium ingår i släktet Catumiri och familjen fågelspindlar. Inga underarter finns listade i Catalogue of Life.